# Handleys Spitzmausbeutelratte
Handleys Spitzmausbeutelratte (Monodelphis handleyi) ist eine im Jahr 2007 erstbeschriebene Beutelrattenart, die bisher nur aus der peruanischen Provinz Requena in der Region Loreto bekannt ist. Der Fundort liegt zwischen den Unterläufen von Rio Javari und Río Ucayali. Die Art wurde nach dem amerikanischen Zoologen Charles O. Handley (1924–2000) benannt.

## Beschreibung
Handleys Spitzmausbeutelratte erreicht eine Kopfrumpflänge von 12,4 cm und hat einen 6,9 cm langen Schwanz. Der Schwanz hat damit eine Länge von 55 % der Kopfrumpflänge. Die Angaben sind die Mittelwerte aus der Vermessung des Holotyps und von fünf Paratypen. Die Tiere wogen 45,5 bis 65 g. Das Rückenfell und das Fell der Kopfoberseite sind bräunlich, wobei die Haare eine graue Basis und braune Spitzen haben. Lediglich der Holotyp hat einen wenig auffälligen dunklen Mittelstreifen. Rötliche oder gelbliche Färbungen an den Körperseiten sowie dunkle Augenringe fehlen. Das Bauchfell ist dunkel cremefarben und in der Mitte heller als an den Seiten. Die Pfoten sind bräunlich. Der Schwanz ist auf der Oberseite nur auf den körpernahen 5 mm und unten nur auf den ersten 8 bis 10 mm behaart und dunkelbraun gefärbt. Die Haare sind kürzer als 5 mm. Weibchen wurden bisher nicht untersucht. Sie haben wahrscheinlich keinen Beutel. Die Anzahl der Zitzen ist nicht bekannt.

## Lebensweise
Handleys Spitzmausbeutelratte kommt in sumpfigen und gut entwässerten Primär- und Sekundärwäldern vor. Die Wälder sind reich mit Palmen bestanden, haben ein dichtes Unterholz und die Baumkronen sind in der Regel 25 bis 30 Meter hoch. Über das Verhalten, die Ernährung, die Aktivitätsmuster und die Fortpflanzung der Tiere ist bisher nichts bekannt. Handleys Spitzmausbeutelratte ist weitgehend bodenbewohnend.

## Status
Da das Verbreitungsgebiet weniger als 20.000 km² groß ist und die Art nur in einem Schutzgebiet vorkommt gilt Handleys Spitzmausbeutelratte als potenziell gefährdet (Near Threatened).

## Belege
1. 1 2 3 4  Diego Astúa: Family Didelphidae (Opossums). in Don E. Wilson, Russell A. Mittermeier: Handbook of the Mammals of the World – Volume 5. Monotremes and Marsupials. Lynx Editions, 2015, ISBN 978-84-96553-99-6. Seite 148.
2. ↑  Monodelphis handleyi in der Roten Liste gefährdeter Arten der IUCN 2016. Eingestellt von: Pérez-Hernandez, R., Ventura, J. & López Fuster, M., 2016. Abgerufen am 21. September 2019.